# Francis Spellman
Francis Joseph Spellman (ur. 4 maja 1889 we Whitman, zm. 2 grudnia 1967 w Nowym Jorku) – amerykański duchowny katolicki, arcybiskup Nowego Jorku (1939–1967) i kardynał.

## Życiorys
Przyszedł na świat w rodzinie Williama Spellmana i Ellen Conway. Jego ojciec prowadził sklep spożywczy, a Francis już od najmłodszych lat służył w miejscowym kościele jako ministrant. Ukończył Fordham College w Nowym Jorku, a także studia w Rzymie, gdzie 14 maja 1916 otrzymał święcenia kapłańskie. Powrócił do rodzinnej archidiecezji Boston, gdzie pracował w parafiach, został nawet wicekanclerzem kurii biskupiej. 30 lipca 1932 otrzymał nominację na biskupa pomocniczego Bostonu, a sakrę biskupią otrzymał w bazylice św. Piotra 8 września tego samego roku z rąk bliskiego przyjaciela – Eugenia Pacellego, przyszłego papieża Piusa XII. Tę przyjaźń było też widać w późniejszych latach. 15 kwietnia 1939 awansował na urząd arcybiskupa Nowego Jorku. Kapelusz kardynalski otrzymał na pierwszym konsystorzu Piusa XII w lutym 1946 r. Co ciekawe, otrzymał ten sam kościół tytularny, który posiadał Eugenio Pacelli, zanim został papieżem.
W latach II wojny światowej był pośrednikiem w rozmowach między papieżem a prezydentem USA Franklinem D. Rooseveltem. Po wojnie prężnie rozwijał życie katolickie w swej archidiecezji, organizując sieć szkół parafialnych, a także dał się poznać jako zdecydowany przeciwnik komunizmu i Wietnamu Północnego. 
Brał udział w Soborze watykańskim II, gdzie zasiadał w ławie prezydenckiej. Zmarł niedługo po zakończeniu soboru, w grudniu 1967 r. w wieku 78 lat.